# Charters de Almeida

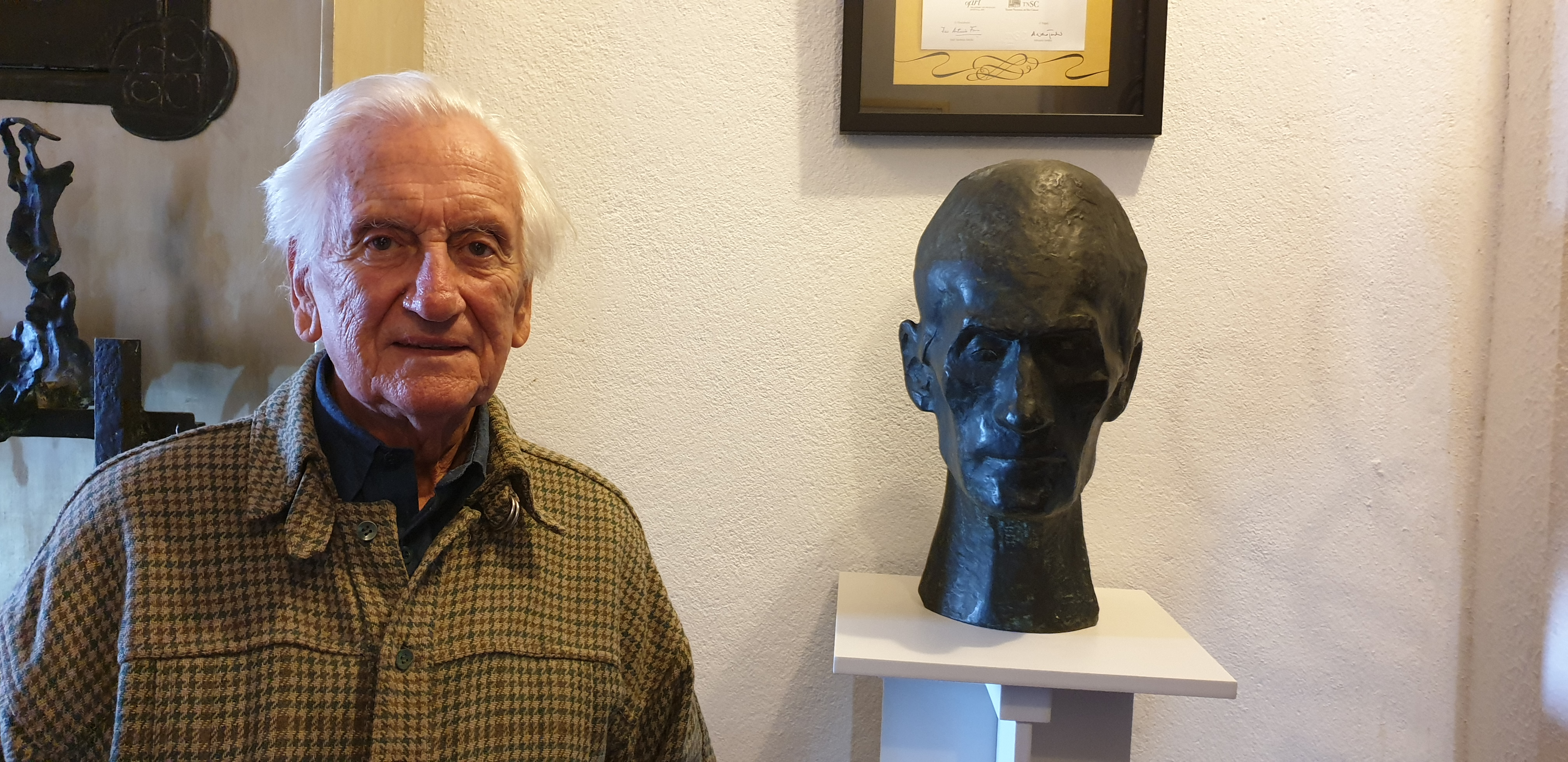
João Charters de Almeida em 2020, junto ao retrato do seu pai, em bronze.

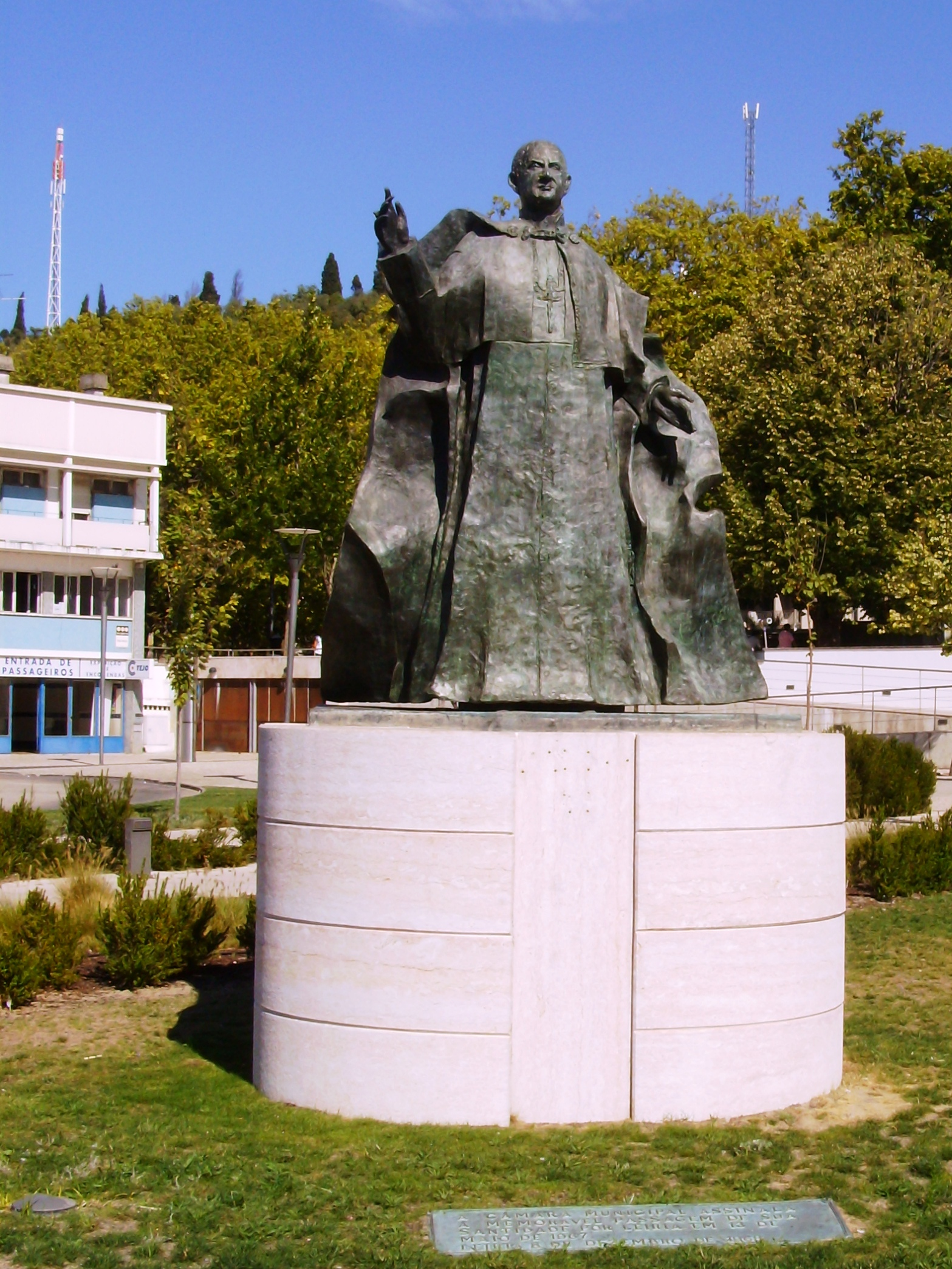
Paulo VI (Charters de Almeida, 1968). Largo 5 de Outubro de 1910, Leiria, Portugal. Materiais: bronze (escultura) e calcário (pedestal). Inaugurada em 8 de dezembro de 1968, assinala a passagem deste Papa por Leiria em 13 de maio de 1967.

João Charters de Almeida e Silva GCHDM • ComIH (Lisboa, São Sebastião da Pedreira, 12 de julho de 1935) é um artista plástico português. Pertence à terceira geração de escultores portugueses. Usa os abolidos títulos de 4.º Conde da Baía e 3.º Conde de Oliveira dos Arcos, respetivamente.

## Biografia
Filho de D. José Fernando Pais da Graça de Almeida e Silva, 3.º Conde da Bahía e 2.º Conde de Oliveira dos Arcos, e de sua mulher Maria Isabel de Sousa Charters de Azevedo, neta paterna do 1.º Visconde de São Sebastião.
Desde jovem revelou aptidão para as artes.
Em 1956 iniciou o Curso Superior de Escultura na Escola Superior de Belas-Artes do Porto (ESBAP), onde teve como mestre Salvador Barata Feyo. Concluiu o curso em 1962, com média final de 20 valores. Nesse mesmo ano obteve o Prémio de Escultura Mestre Manuel Pereira do SNI.
Foi bolseiro da Fundação Calouste Gulbenkian e do Instituto de Alta Cultura. Trabalhou com o escultor Michael Challenger, em Londres. Em 1966 ganhou o Prémio Teixeira Lopes e o Prémio Imprensa. Em 1971 concorreu para o cargo de professor na ESBAP, tendo sido nomeado professor titular. Um ano depois abandonou essas funções para se dedicar exclusivamente ao trabalho de atelier. 
Tendo explorado essencialmente o barro, sentiu necessidade de explorar as potencialidades do metal, mais tarde da pedra, e por último do betão.
Do ponto de vista estilístico, inicialmente o escultor desenvolveu uma linguagem plástica de diluída figuração e de tendência expressionista, frequentemente informal e de algum valor dramático. As suas obras prefiguram uma modelação abstrata, de pendor inteiramente não-figurativo, de grande rigor geométrico. Contudo há sinais de um certo biomorfismo herdado dos seus primeiros trabalhos.
Destacou-se com as obras em grande escala conhecidas por "Cidades Imaginárias", intervenções que chegam a atingir os 40 metros de altura e que podem ser apreciadas em parques e jardins de vários países. É o caso das peças metálicas pintadas a vermelho que, em Lisboa, dialogam com a paisagem da Ribeira das Naus ou da rotunda de Telheiras, das "Portas do Entendimento" concebidas para Macau, ou do conjunto escultórico instalado nas Ardenas, Bélgica.
É Grã-Cruz de Honra e Devoção da Ordem Soberana e Militar de Malta.
A 29 de março de 1989, foi agraciado com o grau de Comendador da Ordem do Infante D. Henrique.

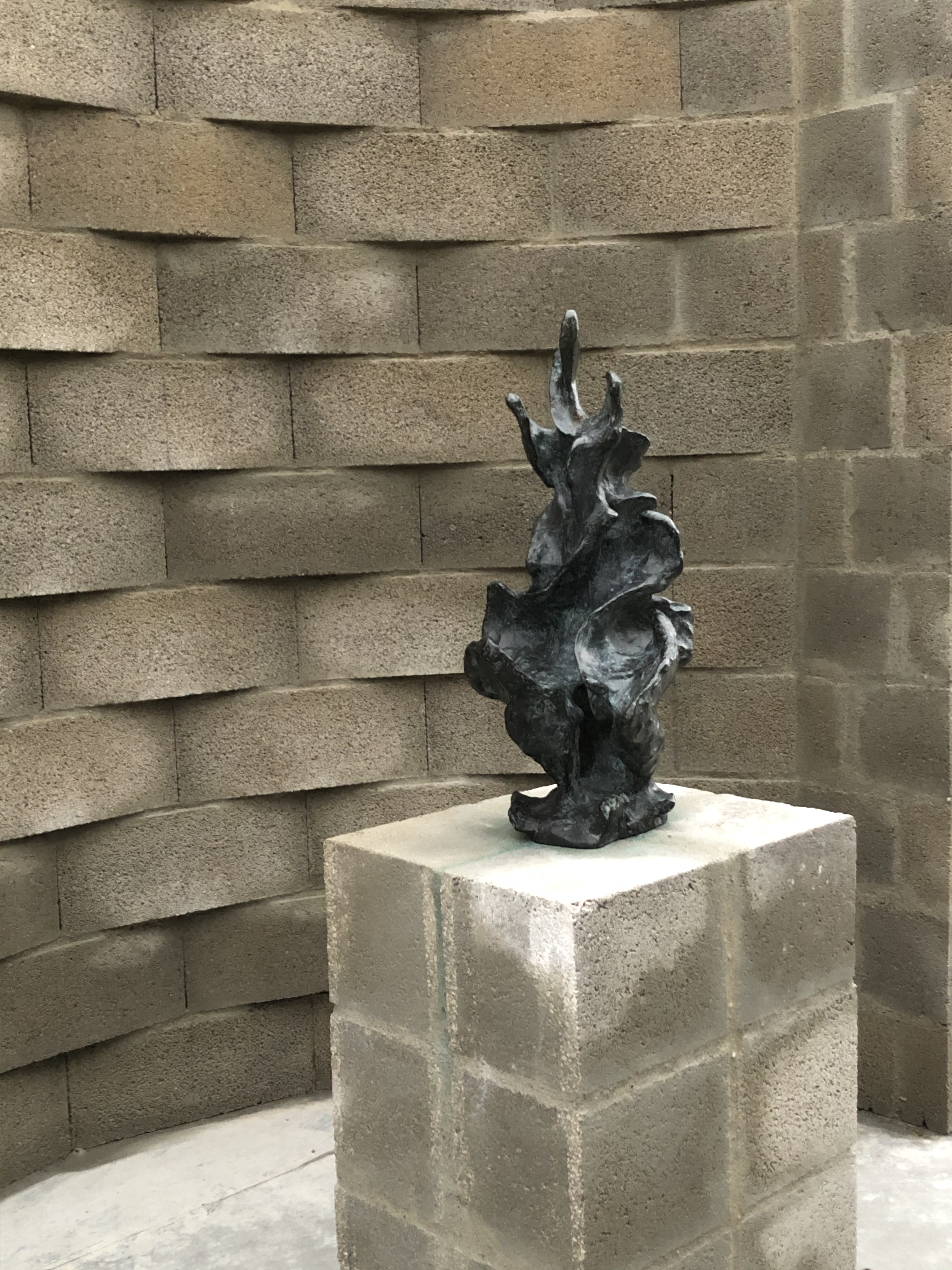
João Charters de Almeida, Mulher Sentada, 1960-1962 em exposição nos jardins da Fundação Calouste Gulbenkian, dezembro 2019.

A João Charters de Almeida foi atribuído o grau de Doutor Honoris Causa pela Universidade de Lisboa, a 11 de março de 2013.

### Família
Casou em Leiria, na Capela da Casa do Terreiro, a 22 de janeiro de 1961 com Maria Adelaide Franco da Silva de Ataíde (Leiria, Casa do Terreiro, 24 de dezembro de 1938), da Família Silva Ataíde, da Casa do Terreiro, Leiria, Fidalgos da Casa Real, irmã dos cavaleiros Luís e José Athayde.; e neta materna do General José Victor Franco, 5.ª neta do 1.º Barão de Quintela e sobrinha-bisneta do 1.º Visconde de Palma de Almeida e 1.º Conde de Palma de Almeida. É pai da designer de jóias Maria João Bahía e de D. José Luís de Ataíde de Almeida e Silva, 4.º Conde de Oliveira dos Arcos. É primo do pintor Pedro Charters d'Azevedo.